# Kilmacthomas
Kilmacthomas es una localidad situada en el condado de Waterford de la provincia de Munster, Irlanda, con una población en 2016 de 834 habitantes.
Se encuentra ubicada al sur del país, cerca de las montañas Knockmealdown, de la costa del océano Atlántico y al noreste de la ciudad de Cork.